# Wachau
Wachau (česky Vachava) je rozlehlé údolí v Dolních Rakousích, jehož jádro tvoří řeka Dunaj. Počátky jeho osídlení sahají do prehistorických dob (Willendorfská venuše). V současné době je celá tato oblast jedním z nejnavštěvovanějších turistických míst v Rakousku. Pro svou mimořádnou hodnotu bylo celé údolí Wachau v roce 2000 zapsáno na Seznam světového dědictví UNESCO.
Údolí se táhne v délce 40 km na západ od Vídně, největším městem je Kremže. Je tvořeno krystalinikem na jižním okraji České vysočiny. Údolí je chráněno před studenými větry, příznivé podnebí umožňuje pěstování révy vinné (Veltlínské zelené, Ryzlink rýnský) a meruněk, které mají chráněné označení původu.
Římané měli v místech Mautern an der Donau významnou pohraniční pevnost Favianis. Od 9. století zde vládli Babenberkové, v oblasti vznikla ve 13. století Píseň o Nibelunzích. Nachází se zde množství historických památek, jako je klášter Melk, klášter Göttweig, zřícenina hradu Dürnstein, renesanční zámek Schallaburg nebo historické centrum Kremže.

Wachau
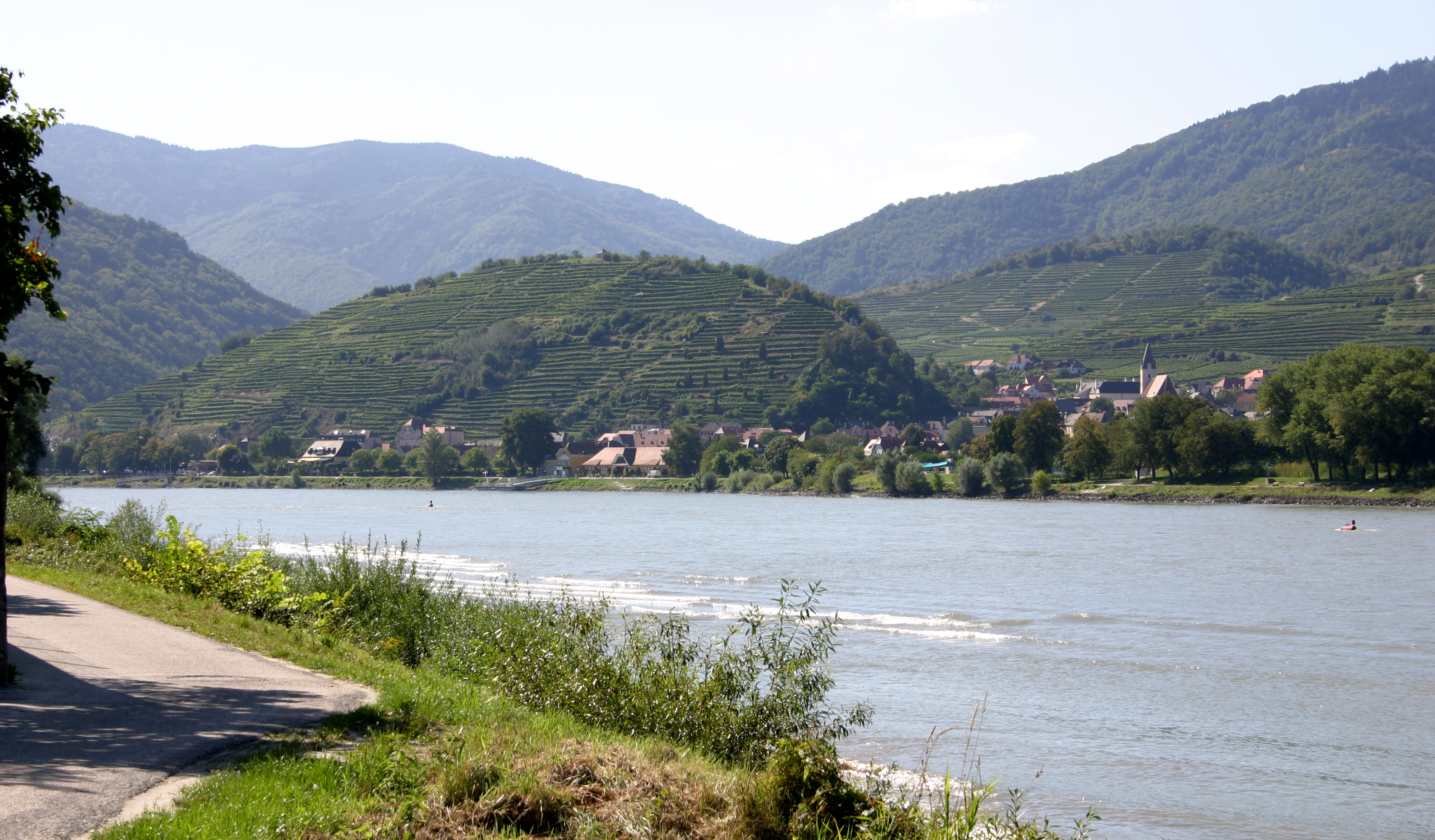
Dunaj v Spitz
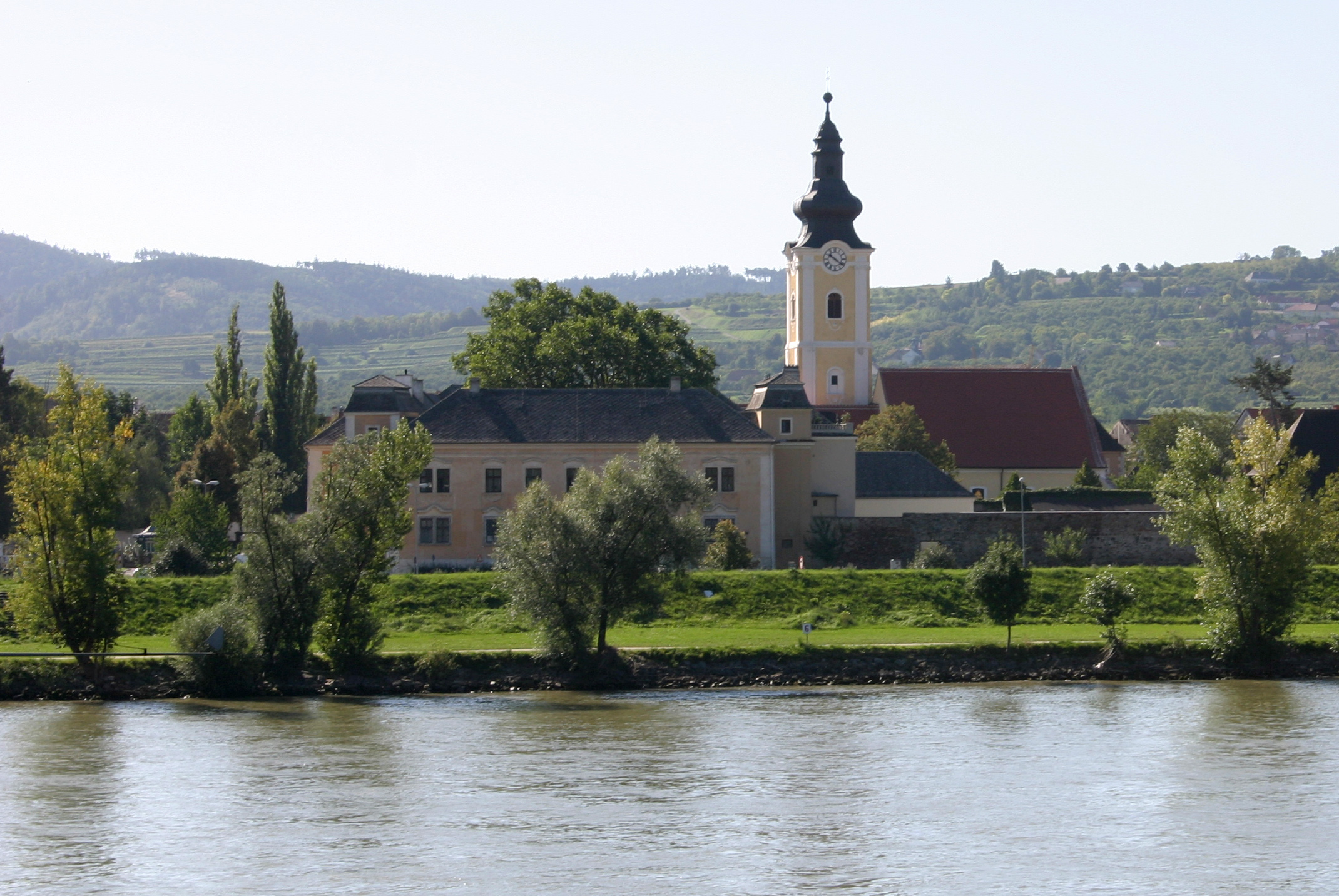
Mautern
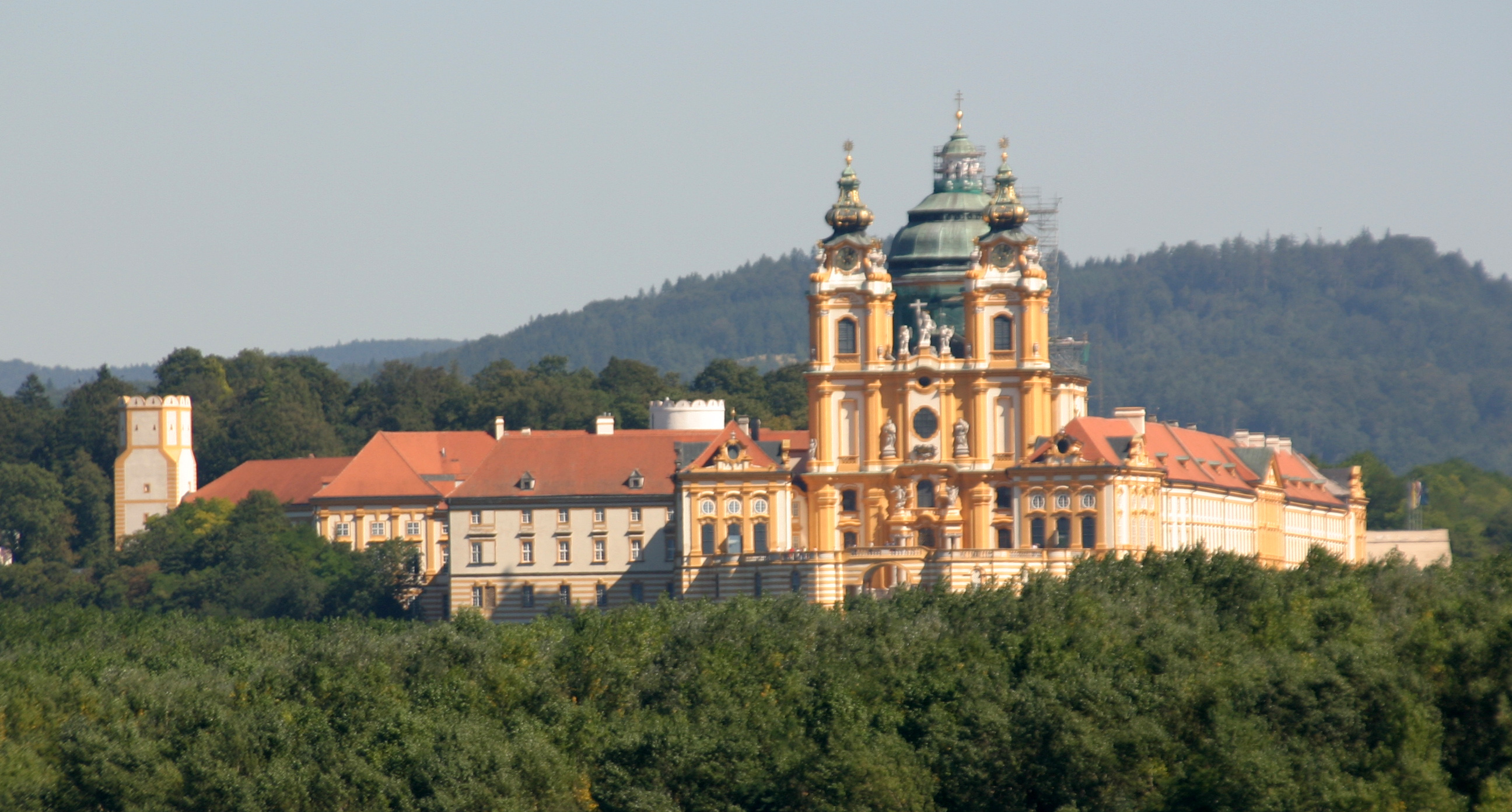
Klášter Melk
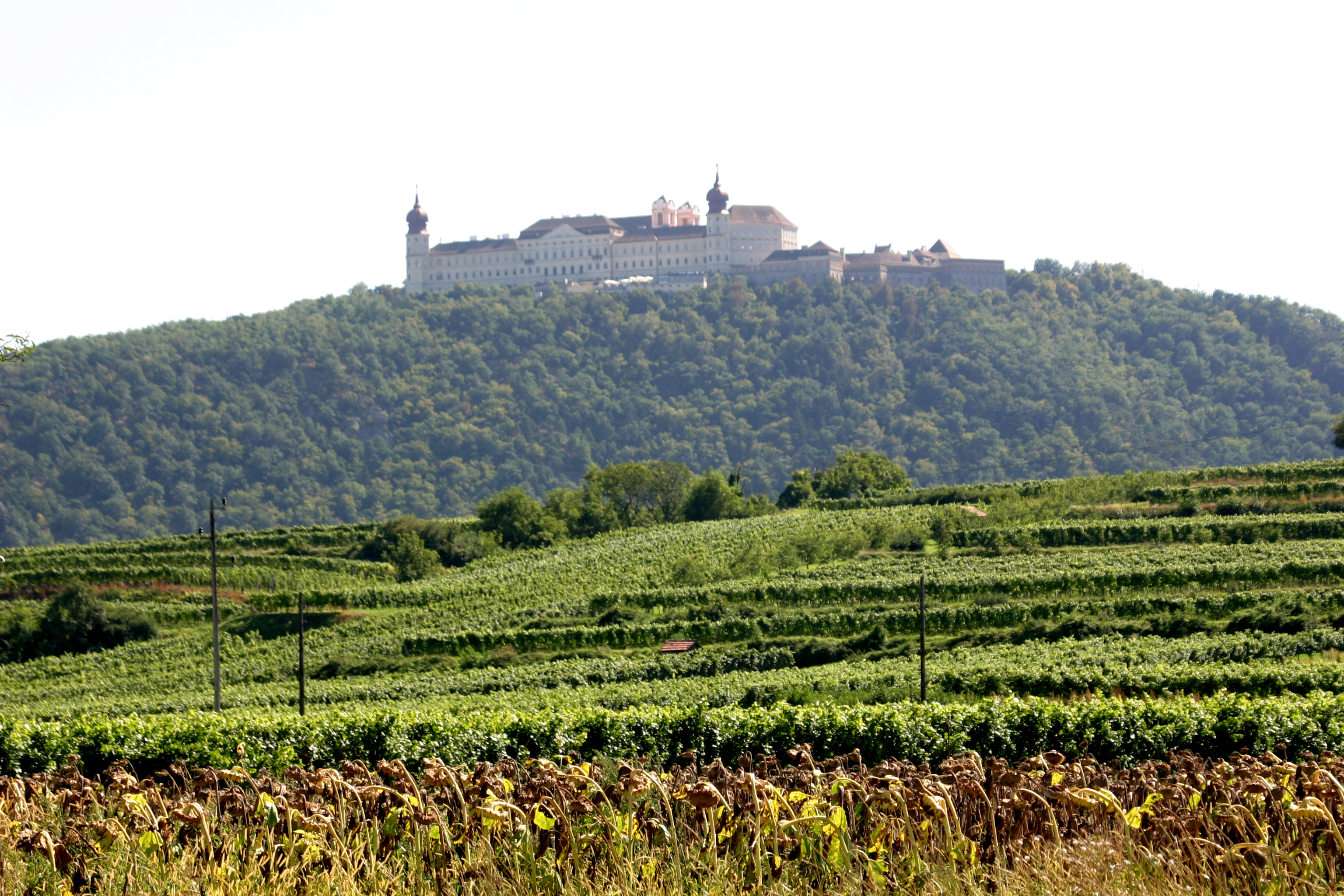
Klášter Göttweig
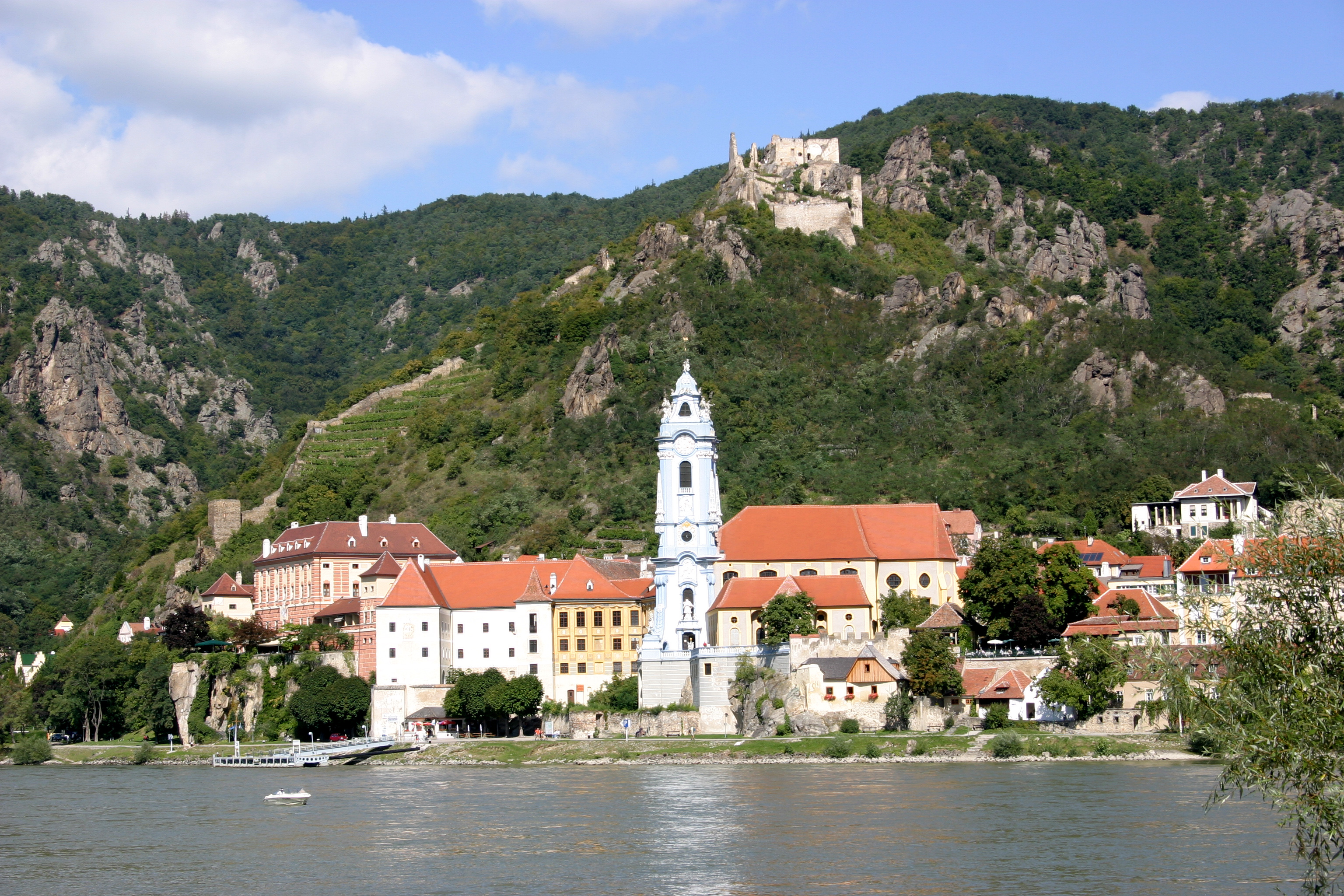
Dürnstein
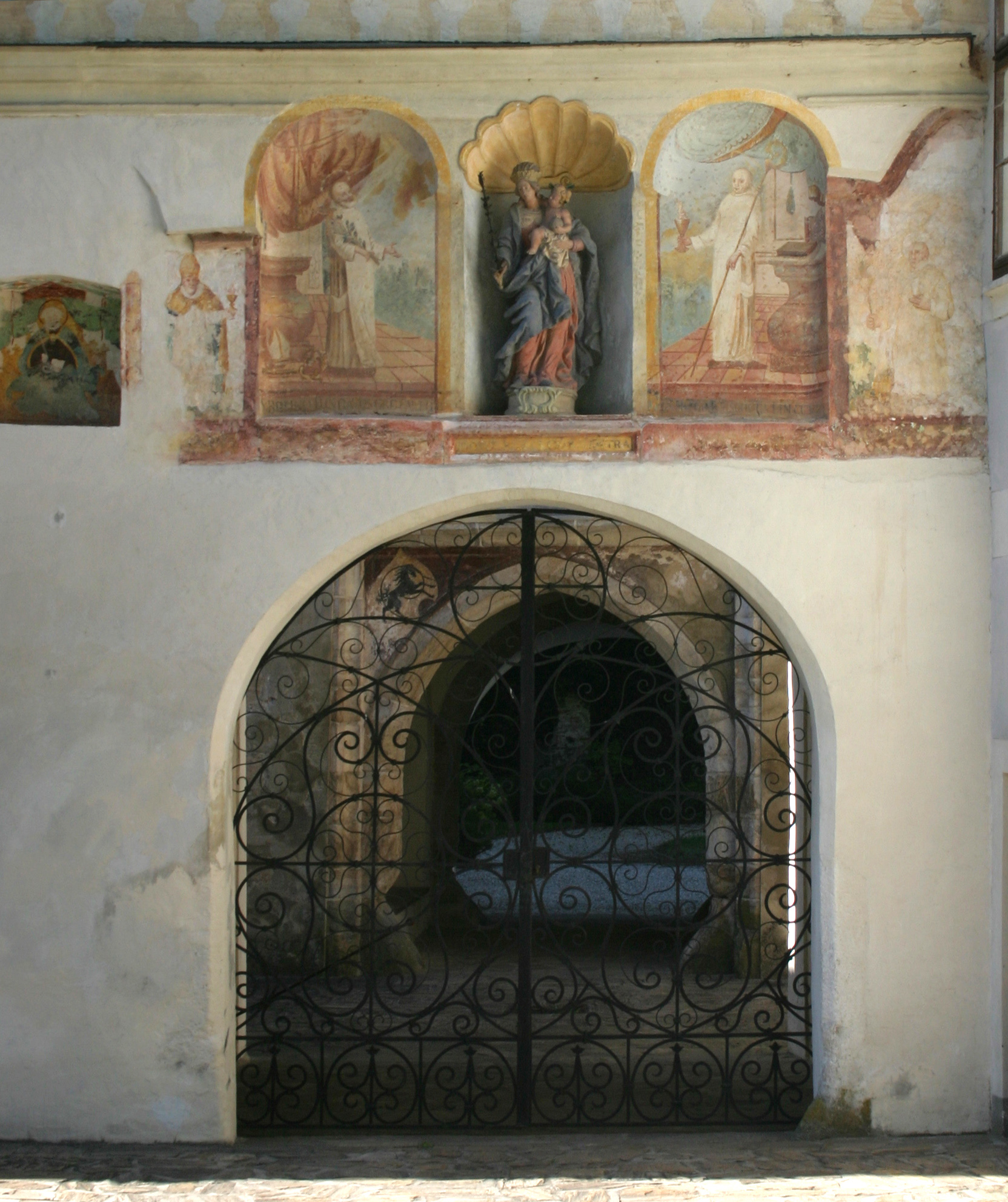
Aggsbach
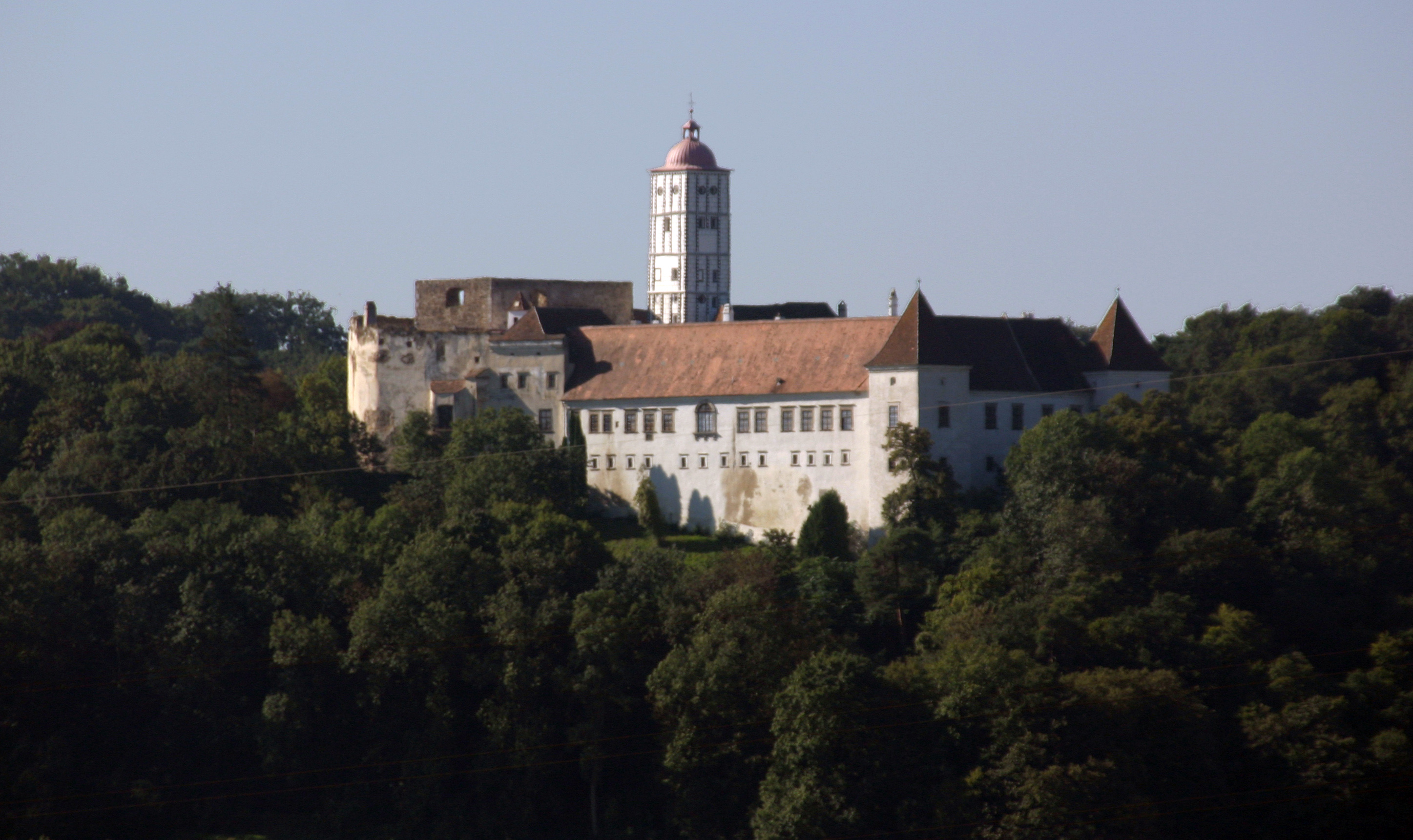
Schallaburg
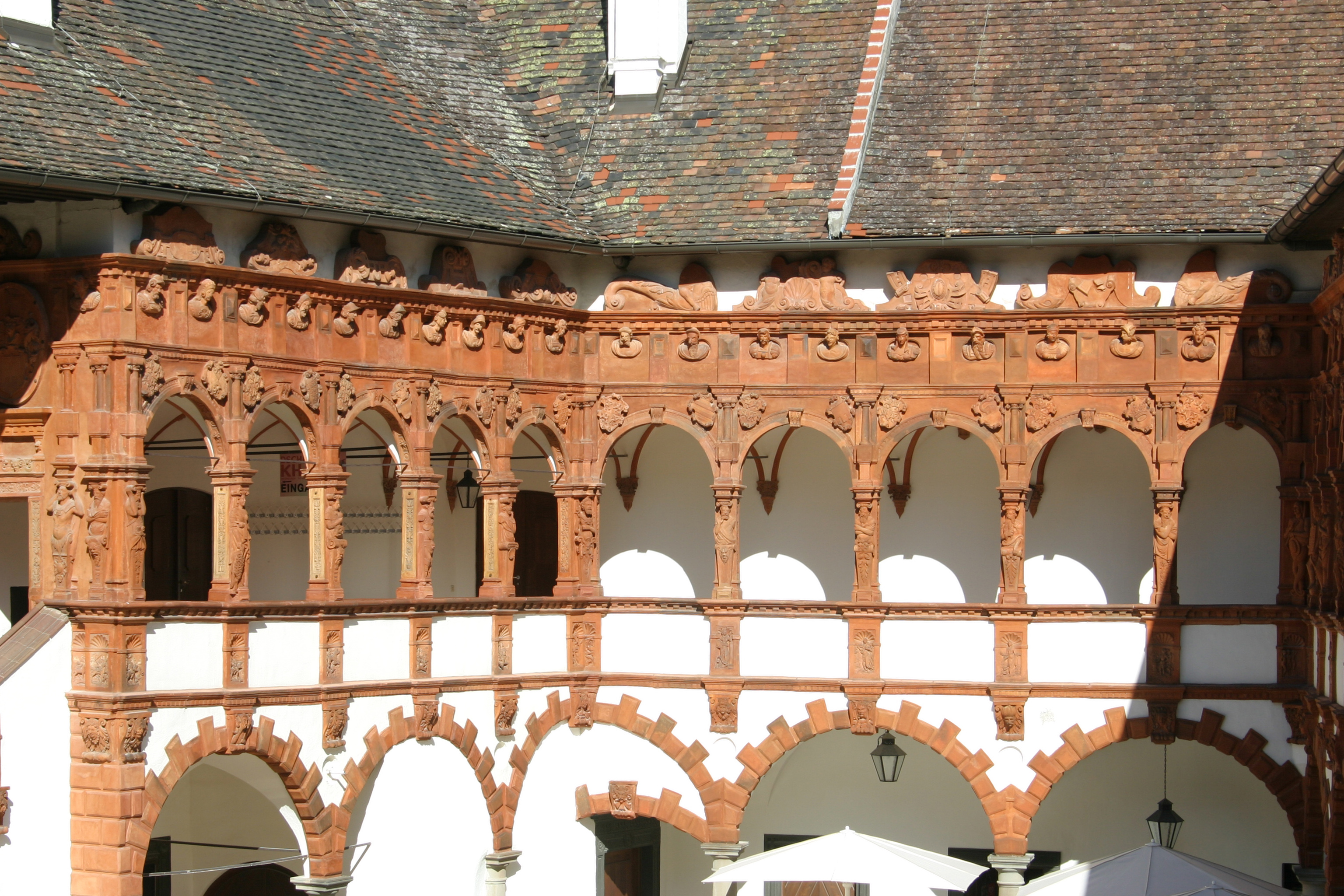
Schallaburg
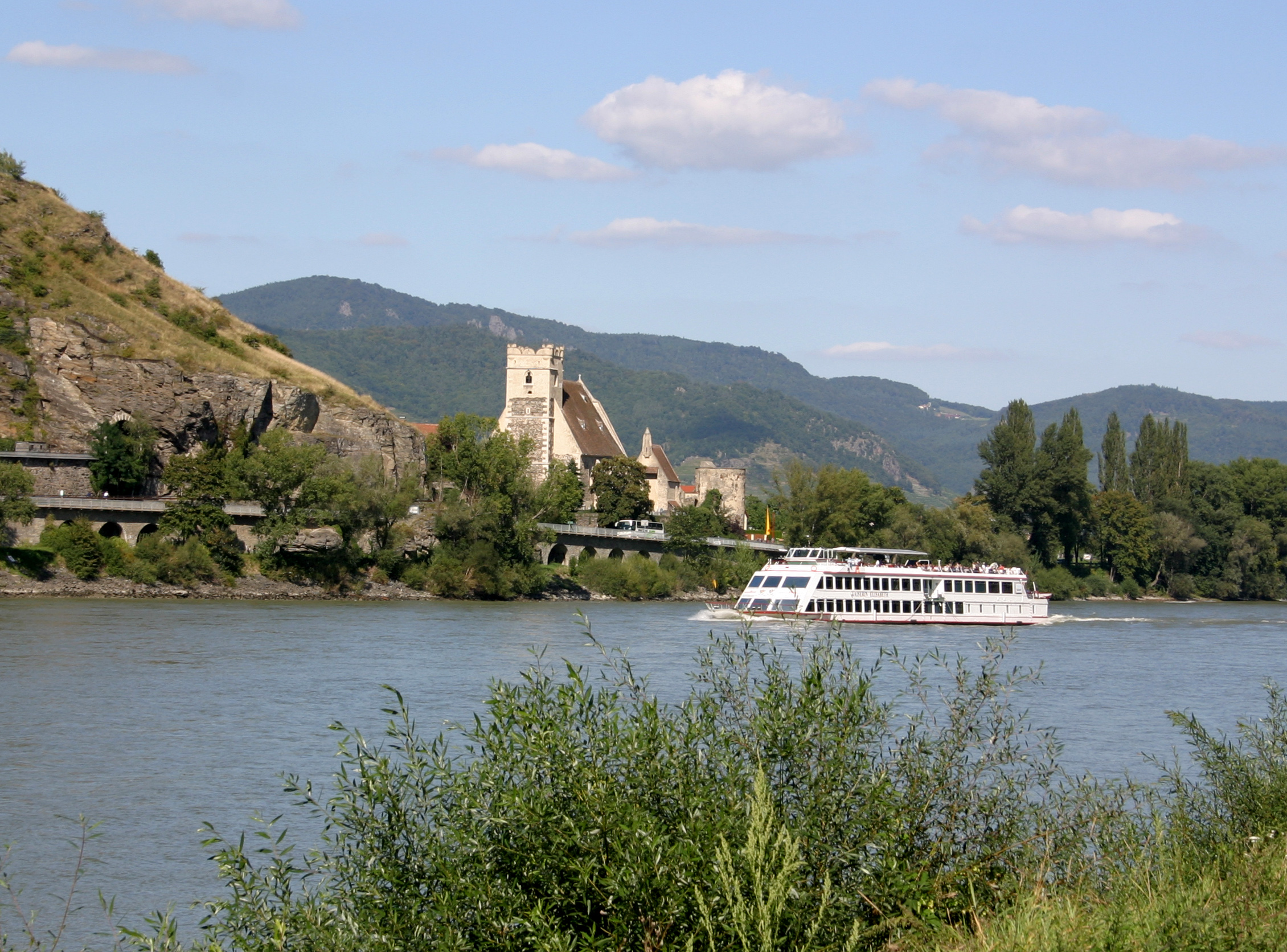
Weissenkirchen
- Wachau (2008)